# Alexander Mikhaylin
Alexander Mikhaylin (Moscou,União Soviética 18 de agosto de 1979) é um judoca russo.
Foi medalha de prata nos Jogos Olímpicos de Verão de 2012 em Londres.